# محمدمهدی احمدی
محمد مهدی احمدی  (زادهٔ ۲۱ دی ۱۳۷۹ در ملایر) بازیکن فوتبال اهل ایران است که در پست مدافع چپ بازی می‌کند.
وی همچنین علاوه در زیر ۲۰ سال ایران و زیر ۲۳ سال ایران نیز بازی کرده‌است.

## دوران باشگاهی

### پرسپولیس
احمدی در ۲۲ خرداد ۱۴۰۱ با قراردادی ۳ ساله به پرسپولیس پیوست.

## آمار باشگاهی
تا تاریخ ۷ اردیبهشت ۱۴۰۳
| باشگاه                | دسته               | فصل                | لیگ  | لیگ | جام حذفی | جام حذفی | قاره‌ای | قاره‌ای | سوپر جام | سوپر جام | مجموع | مجموع |
| باشگاه                | دسته               | فصل                | بازی | گل  | بازی     | گل       | بازی   | گل     | بازی     | گل       | بازی  | گل    |
| --------------------- | ------------------ | ------------------ | ---- | --- | -------- | -------- | ------ | ------ | -------- | -------- | ----- | ----- |
| نفت مسجدسلیمان        | لیگ برتر           | ۰۰–۱۳۹۹            | ۲۷   | ۰   | ۱        | ۰        | –      | –      | –        | –        | ۲۸    | ۰     |
| نفت مسجدسلیمان        | لیگ برتر           | ۰۱–۱۴۰۰            | ۲۴   | ۰   | ۱        | ۰        | –      | –      | –        | –        | ۲۵    | ۰     |
| مجموع نفت م سلیمان    | مجموع نفت م سلیمان | مجموع نفت م سلیمان | ۵۱   | ۰   | ۲        | ۰        | –      | –      | –        | –        | ۵۳    | ۰     |
| پرسپولیس              | لیگ برتر           | ۰۲–۱۴۰۱            | ۱    | ۰   | ۰        | ۰        | –      | –      | –        | –        | ۱     | ۰     |
| پرسپولیس              | لیگ برتر           | ۰۳–۱۴۰۲            | ۳    | ۰   | ۱        | ۰        | ۱      | ۰      | –        | –        | ۵     | ۰     |
| مجموع پرسپولیس        | مجموع پرسپولیس     | مجموع پرسپولیس     | ۴    | ۰   | ۱        | ۰        | ۱      | ۰      | –        | –        | ۶     | ۰     |
| نفت مسجدسلیمان (قرضی) | لیگ برتر           | ۰۲–۱۴۰۱            | ۱۱   | ۰   | ۰        | ۰        | –      | –      | –        | –        | ۱۱    | ۰     |
| مجموع نفت م سلیمان    | مجموع نفت م سلیمان | مجموع نفت م سلیمان | ۱۱   | ۰   | ۰        | ۰        | –      | –      | –        | –        | ۱۱    | ۰     |
| مجموع آمار            | مجموع آمار         | مجموع آمار         | ۶۶   | ۰   | ۳        | ۰        | ۱      | ۰      | ۰        | ۰        | ۷۰    | ۰     |

### آمار پاس گل
| فصل     | تیم            | پاس گل |
| ------- | -------------- | ------ |
| ۰۰–۱۳۹۹ | نفت مسجدسلیمان | ۰      |
| ۰۱–۱۴۰۰ | نفت مسجدسلیمان | ۱      |
| ۰۲–۱۴۰۱ | نفت مسجدسلیمان | ۰      |
| ۰۲–۱۴۰۱ | پرسپولیس       | ۰      |
| مجموع   | مجموع          | ۱      |

## افتخارات
پرسپولیس
- لیگ برتر خلیج فارس
  - قهرمان (۲): ۰۲–۱۴۰۱، ۰۳–۱۴۰۲
- جام حذفی فوتبال ایران
  - قهرمان (۱): ۰۲–۱۴۰۱
- سوپر جام فوتبال ایران
  - قهرمان (۱): ۱۴۰۲